# Legio XIV Gemina
A Legio XIV Gemina (legio quartusdecima gemina, "14. ikerlégió") egy római légió volt, amelyet Caesar alapított. Fennállásának nagy részében Germania Superior provinciában, később a Duna melletti Carnuntumban védte a birodalom határát. Jelvénye a kecskebak (egy időben a sas is, de a 3. századtól csak a kecskebak) volt, eltérően a többi, Caesar által alapított légiótól, amelyek a bikát használták.

## Története
A 14. légiót valószínűleg Caesar alapította i. e. 57-ben, amikor a gall háborúban megtámadta a belgákat; legalábbis utal rájuk a nerviusok elleni csata leírásában. Három és fél évvel később, i. e. 53 első heteiben az Ambiorix vezette belga eburonok megsemmisítették az egységet, de azt azonnal újjászervezték. A következő évben szinte biztosan részt vettek Alesia háborút lezáró ostrománál. 

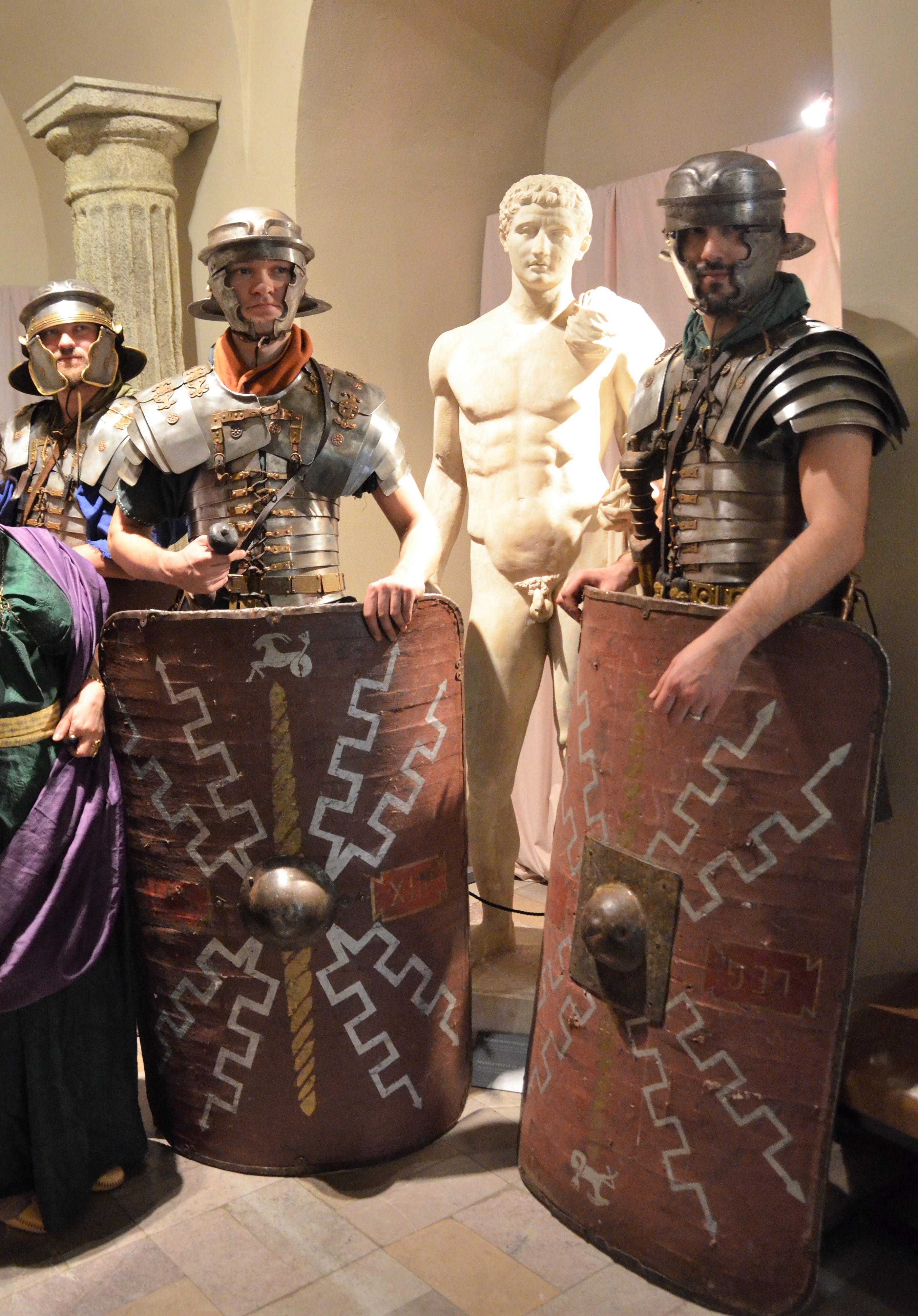
A 14. légió katonáit megszemélyesítő hagyományőrzők

I. e. 49-ben a Pompeius Magnus elleni polgárháborúban a légió Hispaniában harcolt az ilerdai csatában. 48 tavaszán Itáliából átkelt a balkáni Dyrrhachiumba, majd valószínűleg ott volt a pharsalusi csatában, ahol Caesar döntő vereséget mért Pompeiusra. Ugyanezen év végén a veteránokat Itáliába küldték leszerelni, de 46-ban már ismét részt vettek Caesar afrikai hadjáratában.
I. e. 41-ben ismét említik a 14. légiót, de nem tudjuk hogy a régi egységet szervezték-e újjá, vagy Octavianus, Caesar örököse teljesen újat szervezett (ez magyarázná a kecskebak jelvényt, amelyet Octavianus használt) a Szicíliát megszálló és Róma gabonaellátását veszélyeztető Sextus Pompeius ellen. 35-ben Octavianus hadvezére, Marcus Vipsanius Agrippa legyőzte Pompeiust, ám hamarosan újabb polgárháború tört ki Marcus Antoniusszal. Őt i. e. 31-ben az actiumi csatában sikerült legyőzni, a császárrá kikiáltott Octavianus pedig felvette az Augustus nevet. Az actiumi veteránokat az itáliai Ateste környékén telepítették le.
A 14. légiót Antonius felszámolt egységeiből töltötték fel katonákkal (innentől hívták ikerlégiónak) és Illyricumba vezényelték (lehetséges hogy igen rövid ideig Gallia Aquitaniában vagy Gallia Transpadanában is tartózkodott).
I. sz. 6-ban Augustus veje, Tiberius a birodalom addigi legnagyobb szabású hadműveletét szervezte meg a markomannok ellen. Legalább nyolc légiót (VIII Augusta Pannóniából, XV Apollinaris, XIV Gemina és XX Valeria Victrix Illyricumból, XXI Rapax Raetiából, XIII Gemina és XVI Gallica Germania Superiorból, valamint egy ismeretlen egység) vezetett Maroboduus király ellen; ugyanakkor a I Germanica, V Alaudae, XVII, XVIII és XIX légiók az Elba felől támadtak. A hadműveletet azonban egy pannóniai felkelés megakasztotta.
Három évvel később, i. sz. 9-ben a germánok a teutoburgi csatában megsemmisítették a XVII, XVIII és XIX légiókat. A rajnai limes védelmét át kellett szervezni, a 14. légiót Moguntiacumba (Mainz) küldték, ahol a Legio XVI Gallicával osztotta meg erődjét.
I. sz. 21-ben a légiót vagy annak egy alegységét Galliába küldték, ahol a súlyos adók miatt fellázadt a turonus törzs. Két évtizeddel később az egység Caligula germán hadjáratában játszott némi szerepet. Ezt követően 40/41 telén Servius Sulpicius Galba (a leendő császár) vezette őket a germán chattusok ellen. 

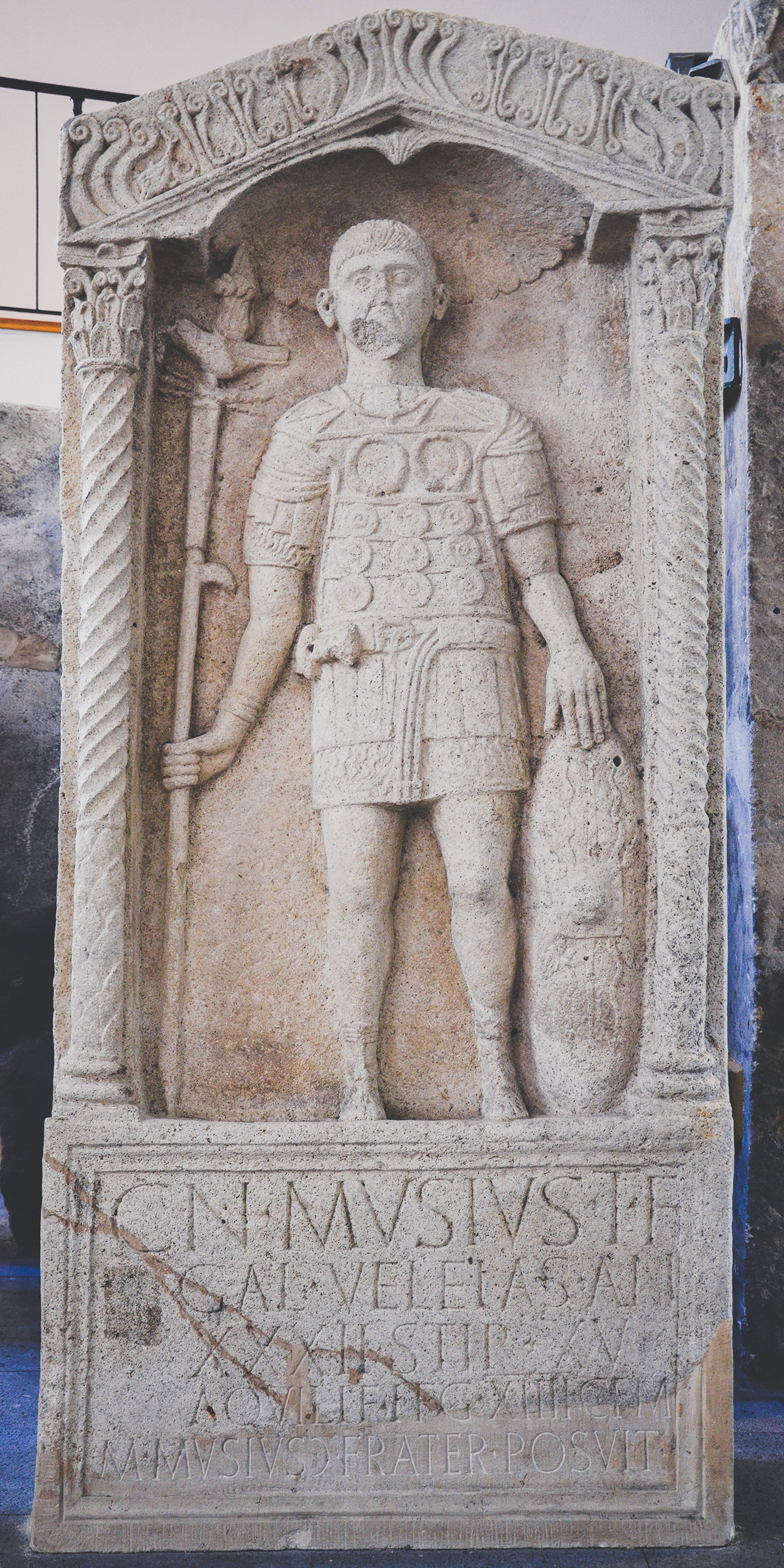
Cnaeus Musius, a 14. légió hadijelvényhordozójának síremléke Mainzban

43-ban Claudius császár a Legio II Augusta, IX Hispana, XIV Gemina és XX Valeria Victrix segítségével meghódította Britanniát. A háború első fázisát követően a 14. légió Leicesterben sáncolta el magát, talán a 9.-kel együtt. Ezután Ostorius Scapula vezetésével északnyugatra küldték a cornovianusok ellen, majd az észak-walesi deceangusokkal és az észak-angliai brigantokkal. Átvezényelték Lincolnshirebe és talán egy rövid időre visszaküldték Germaniába, Strassburgba.
A következő évtizedben a walesi törzsek (déli szilurok és ordovikek, északi deceangusok) ellen vetették be. 55-től Viroconium (Wroxeter) erődje volt a bázisa. 60-ban Boudicca királynő felkeléskor kitüntette magát és elnyerte a Martia Victrix ("győzedelmes, Mars áldottja") melléknevet. Nero császár azt állította, hogy a 14. volt a legjobb légiója.
67-ben Nero a pártusok ellen szervezett háborút és az egységet keletre küldték, de aztán a hadjáratot lefújták, ők pedig valahol a Balkánon állomásoztak, míg a következő évben híre nem jött, hogy Nero öngyilkos lett és Galba szerezte meg a trónt.
69 januárjában Germania Inferior kormányzója, Vitellius fellázadt. Galba pánikba esett, meglincselték, utódja Otho lett. A légióknak választaniuk kellett, hogy kitől fogadnak el parancsokat és a XIV Gemina a többi balkáni egységhez hasonlóan Othóra voksolt. A cremonai döntő csatára csak egy alegységének sikerült időben odaérnie, le is győzték Otho többi erejével együtt. Vitellius visszaküldte őket Britanniába. A polgárháború második, Vitellius és Vespasianus közötti szakaszában a XIV tétlen maradt, azonban 70-ben segítette a Petillius Cerialis vezette expedíciós haderőt a batavusok felkelésének leverésében és részt vett a xanteni döntő csatában. Innen nem küldték vissza Britanniába, hanem régi helyére, Moguntiacumba került, ahol az I Adiutrix-szal osztotta meg erődjét (amelyet újjá kellett építeniük a batavusok ostroma után).
A rajnai határt védő Legio XIV Gemina valószínűleg részt vett az ezt követő germániai hadjáratokban, pl. 73/74-ben, valamint tíz évvel később, amikor Domitianus vonult fel a barbárok ellen (ekkor hidat is építettek a Rajnán). Békeidőben építkeztek, többek között a wiesbadeni erődöt a folyó keleti partján.
89-ben Germania Superior kormányzója, Lucius Antonius Saturninus fellázadt Domitianus ellen és a XIV Gemina és a XXI Rapax az ő pártjára állt. A lázadás leverése után a két egységet szétválasztották és a 21. légiót Pannoniába küldték. 92-ben a XXI Rapaxot a dákok megsemmisítették és helyére a 14. légiót küldték. Előbb Eszéken állomásozott, aztán Vindobonában (ma Bécs). Itt a szvébek és szarmaták támadásait kellett elhárítania. A háborúskodás folytatódott Nerva idejében is és Traianus dák háborúiban (101-106) kulminált. A 14. légió veteránjait Sarmizegetusában, a meghódított dák fővárosban telepítették le. 

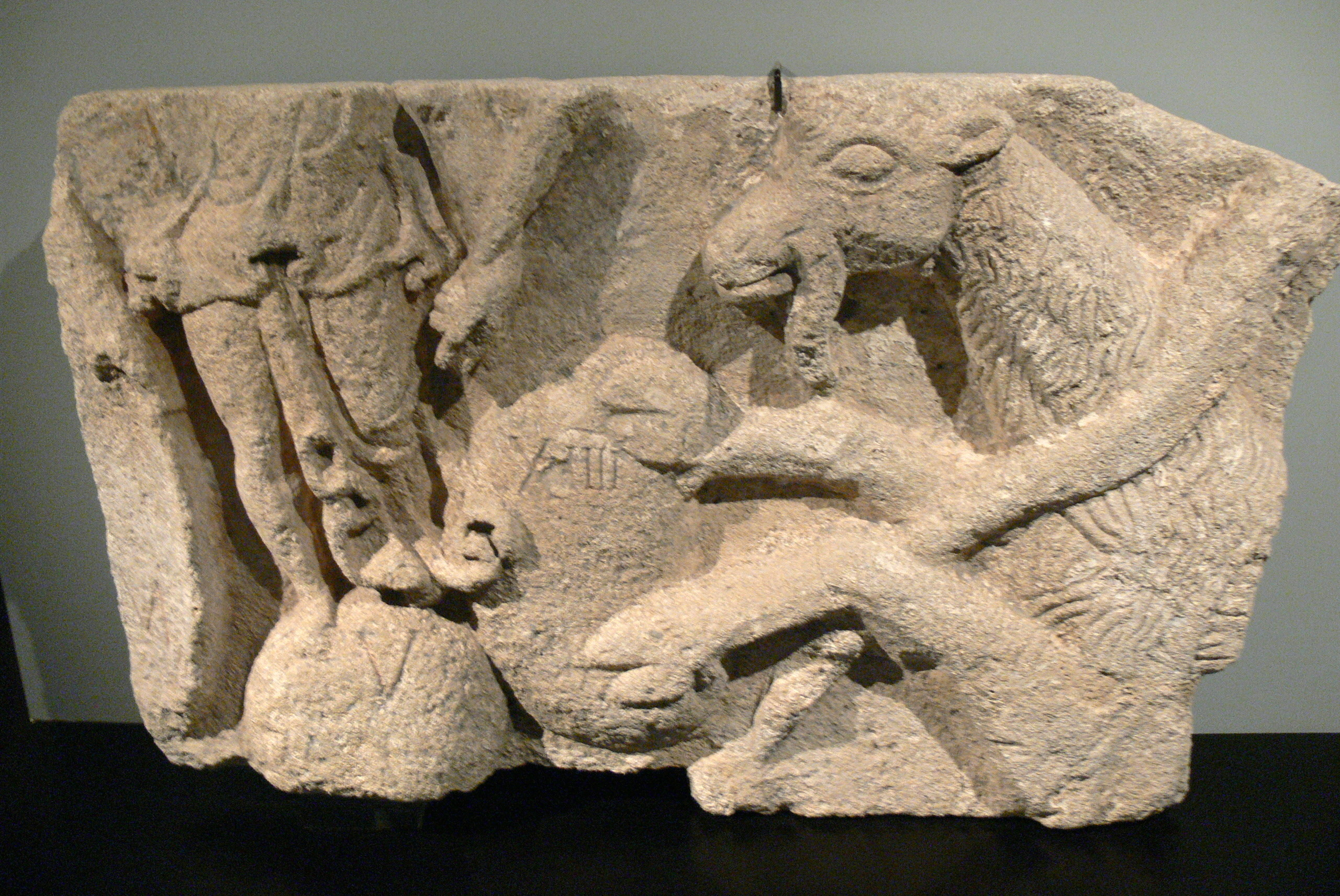
A légió jele, a kecskebak (carnuntumi dombormű)

Traianus 117-es halálát követően a XIV Gemina Carnuntum erődjében kapott helyet (Vindobona mellett) a nagy nyomásnak kitett dunai limesnél és itt is maradt a következő három évszázadon keresztül, bár egyes alegységei Antoninus Pius idején harcolták Észak-Afrikában a maurik ellen, mások pedig Lucius Verus pártus háborújában. Marcus Aurelius markomann háborúinak idejében éppen a tűzvonalban voltak, a császár Carnuntumban rendezte be a főhadiszállását.
Publius Helvius Pertinax 193-ad meggyilkolását kö9vetően Pannonia Superior kormányzóját, Lucius Septimius Severust Carnuntumban kiáltották ki császárrá. A 14. légió leghűségesebb támogatói közé tartozott és a katonák jelentős része elkísérte őt Rómába, hogy megdöntsék riválisa, Didius Iulianus uralmát. A győzelem után még folytatták a küzdelmet a másik trónkövetelő, a keleti Pescennius Niger ellen és Kis-Ázsiában, Issusnál vívtak csatát. Talán Severus 198-as pártus hadjáratában is részt vettek, amely a főváros, Ktésziphón kifosztásával végződött.
A turbulens dunai határon a légió a 3. század folyamán valószínűleg több harcban is részt vett (feltehetően a Vindobonában állomásozó X Geminával együtt), bár ezekről kevés a konkrét bizonyíték. A térségben III. Gordianus (238-244) vagy Philippus Arabs (244-249) idejében is dúltak harcok és a légió 260-261-ben támogatott egy Regalianus nevű trónkövetelőt. Támogatták Gallienus császárt (260-268) riválisával a gall császár Postumusszal szemben és ezért elnyerték a Pia VI Fidelis VI ("hatszorosan hűséges és lojális") kitüntető melléknevet. Gallienus halálát követően azonban az egység átállt a Gall Császárság és Victorinus (269-271) oldalára.
364-378 között Valerianus viselt hadat a markomannok ellen és Carnuntumból irányította a hadműveleteket. A 4. század végén és az 5. század elején a légió még biztosan a Duna mellett állomásozott. Valószínűleg 430-ban tűnt el a dunai limes összeomlásakor.